# Tyrannochthonius contractus
Tyrannochthonius contractus är en spindeldjursart som först beskrevs av Albert Tullgren 1907.  Tyrannochthonius contractus ingår i släktet Tyrannochthonius och familjen käkklokrypare. Inga underarter finns listade i Catalogue of Life.